# SMS Donau (1876)
La SMS Donau è stata una fregata a propulsione mista vela-vapore della k.u.k. Kriegsmarine in servizio tra il 1876 e il 1888.

## Storia
La costruzione della fregata lignea SMS Donau, su progetto dell'ingegnere C. Kuzmany, fu ordinata presso lo Stabilimento Tecnico Triestino di Trieste e l'unità fu impostata il 18 giugno 1873, varata il 15 ottobre 1874, completata l'8 novembre 1876, entrando in servizio effettivo nella k.u.k. Kriegsmarine il 16 dello stesso mese.

## Descrizione tecnica
La SMS Donau era una fregata di costruzione mista, con ordinate in ferro e fasciame in acciaio e legno, che dislocava 2.440 tonnellate, era lunga 76.50 m fuori tutto, larga 12,67 m fuori tutto, e con un pescaggio di 6,07 m. L'apparato propulsivo si basava su una macchina a 2 cilindri orizzontali STT Trieste e 4 caldaie a 16 fuochi che erogavano una potenza massima di 1.749 Psi.  Esso muoveva un'elica bipala Griffith del diametro di 4,98 m.  La superficie velica, ripartita su tre alberi, raggiungeva i 1.760 m². La velocità massima raggiungibile era pari a 11.32 nodi, a 76 giri di macchina.  L'armamento si basava su 11 pezzi singoli Krupp da 150 mm in batteria in coperta, 10 pezzi singoli Krupp da 150 mm in batteria sul ponte, 1 pezzo singolo Krupp da 150 mm sul cassero, 1 cannone Uchatius da 70 mm e 2 cannoni a tiro rapido da 25 mm sul castello di prua.

## Impiego operativo
La Donau partì subito per effettuare una crociera di addestramento avendo a bordo i cadetti di Marina, raggiungendo dapprima il Mediterraneo orientale, dove toccò Smirne e Syra, e poi nel 1877 si diresse ad ovest toccando Malta, Napoli e Gibilterra.  Ritornò poi nel Mediterraneo Centrale (Algeri, e Tunisi) e poi in quello Orientale raggiungendo Alessandria d'Egitto, Beirut, Smirne, Syra.  Sulla via del ritorno, a Smyrna, a bordo si verificò lo scoppiò di una epidemia di tracoma, e la Donau ritornò a Pola il 23 dicembre 1877, dopo oltre un anno trascorso in mare.  Nel 1878 la Donau effettuò una nuova crociera di addestramento nel Mare Egeo, e negli anni successivi, sino al 1883, la Donau incrociò nel Mare Adriatico, sempre impegnata nell'addestramento dei Cadetti di Marina. Alla fine del 1883 partì per effettuare una lunga crociera di addestramento compiendo il periplo dell'Africa, via Gibilterra, sostando nei porti di Città del Capo, Durban, Tulear, Nosy Be, Zanzibar, Aden, Suez, per rientrare quindi  a Pola il 18 dicembre 1884. Nell'ottobre 1885, al comando del Fregattenkapitän Hermann Czeike von Halburg partì per una crociera transoceanica, raggiungendo Haiti e, il 24 dicembre 1885, L'Avana (Cuba), dove il comandante della Donau, che nel frattempo era deceduto, fu sepolto.  Nel febbraio 1886 la nave raggiunse New York trovandovi una temperatura di molti gradi sotto lo zero, fatto che costrinse, per riscaldare l'equipaggio, a tenere accese le caldaie anche mentre la Donau si trovava all'ancora. Il 9 febbraio si imbarcò il nuovo comandante, Fregattenkapitän Richard Pogatschnigg, e la fregata si mise in viaggio per rientrare in Patria, raggiungendo nell'aprile 1886, nel mezzo di una tempesta, il porto di Brest, in Francia, toccando poi Cherbourg, Portsmouth, Kiel e Kronstadt dove ricevette la visita dell'Arciduca Carlo Ludovico e della di lui consorte.  Il 28 agosto l'equipaggio della "Donau" festeggiò il compleanno dell'Imperatore Francesco Giuseppe I a Copenaghen con la rappresentanza diplomatica danese, per poi iniziare il viaggio di ritorno verso Pola che raggiunse nel novembre 1886.  Rimosso nel corso del 1887 l'intero apparato motore, il 23 ottobre 1888 la Donau raggiunse il cantiere navale Scoglio Olivi a Pola, per essere completamente demolita e poi ricostruita al fine di adibirla a lunghi viaggi di esplorazione.

### Annotazioni
1. ↑  In tedesco per i nomi delle navi, "SMS" significa Seiner Majestät Schiff ("Nave di Sua Maestà").
2. ↑  Dopo essere stata in mare 307 giorni, aver percorso 21.117 miglia di cui 13.623 a vela.
3. ↑  Inoltre vennero acquistati per l'equipaggio, che era dotato di un vestiario inadatto al freddo, stufe da piazzare nella batteria.

### Fonti
1. 1 2 3 4 5 6 7 8 9  Agenzia Bozzo.
2. 1 2 3 4 5 6 7 8 9 10 11 12 13 14 15 16  kuk Kriegsmarine.
3. ↑  Gogg 1974, p. 47.